# 김진갑
김진갑(金鎭甲, 1900년 ~ 1972년)은 일제강점기에 활동한 대한민국의 공예가이다. 나전칠기의 명인(名人)이다.
1932년에서 1937년까지 제11·12·13·14·15·16회 선전(鮮展)에 출품하여 특선(제14회전) 및 입선을 하였다. 해방 후인 1946년에는 조선 나전칠기공예조합 부이사장을 지냈다. 1953년에서 1957년까지 국전 제2·3·4·5·6회에 심사원을 역임하였다.